# 德国共产党和德国社会民主党的合并

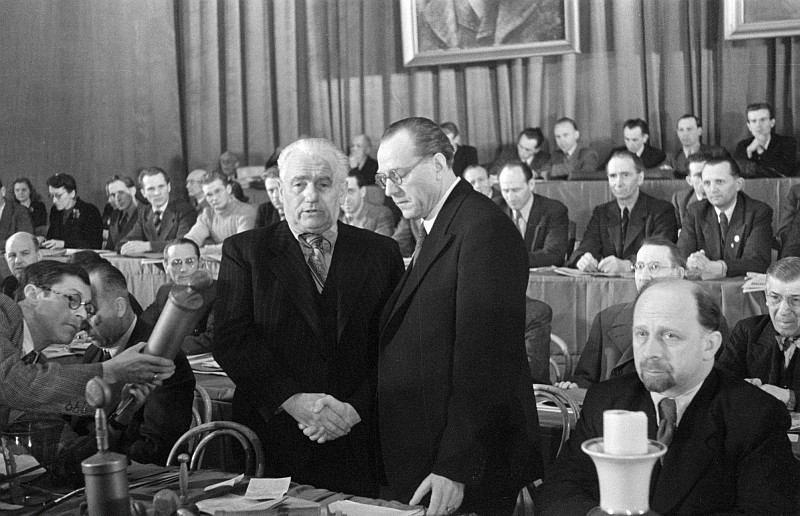
德国共产党领导人威廉·皮克和德国社会民主党领导人奥托·格罗提渥在统一仪式上握手。

1946年4月21日，德国共产党和德国社会民主党在德国苏占区的组织合并为德国统一社会党。这一合并也被称为“强制合并”，因为它是在苏联占领当局的巨大压力下促成的。尽管名义上是平等合并，但合并后的政党很快被原共产党人控制，并沿着与其他东方集团国家的共产党相似的路线发展。1949年10月—1989年12月，德国统一社会党是东德的执政党。在合并过程中，约5000名反对合并的社会民主党人被拘留并送往劳动营和监狱。